# شوكيس (قصص مصورة)
شوكيس (بالإنجليزية: Showcase)‏ هي سلسلة أنثولوجيا قصص مصورة عديدة تم نشرها بواسطة دي سي كومكس. كان الموضوع العام لهذه السلسلة هو تقديم شخصيات جديدة وثانوية باعتبارها وسيلة لقياس مدى اهتمام القارئ بها، من دون المخاطرة بصنع عناوين خاصة لشخصيات لم تختبر. السلسلة الأصلية استمرت من مارس 1956 إلى سبتمبر 1970 وتم تعليقها بعد العدد رقم 93، وبعد ذلك تم إعادتها من جديد من أغسطس 1977 حتى سبتمبر سنة 1978. من أبرز شخصيات السلسلة البرق (باري ألين)، الفانوس الأخضر (هال غوردان) ولويس لين.